# Krzyżanów (gmina)
Krzyżanów (daw. gmina Krzyżanówek) – gmina wiejska w województwie łódzkim, w powiecie kutnowskim. W latach 1975–1998 gmina położona była w województwie płockim.
Siedziba gminy to Krzyżanów.
Gmina jest członkiem Związku Gmin Regionu Kutnowskiego.
Według danych z 31 grudnia 2014 gminę zamieszkiwały 4292 osoby. Natomiast według danych z 31 grudnia 2017 roku gminę zamieszkiwały 4274 osoby.
Według danych z 31 grudnia 2019 roku gminę zamieszkiwało 4231 osób.

## Struktura powierzchni
Według danych z roku 2007 gmina Krzyżanów ma obszar 103,06 km², w tym:
- użytki rolne: 85%
- użytki leśne: 3%

Gmina stanowi 11,62% powierzchni powiatu.

## Demografia

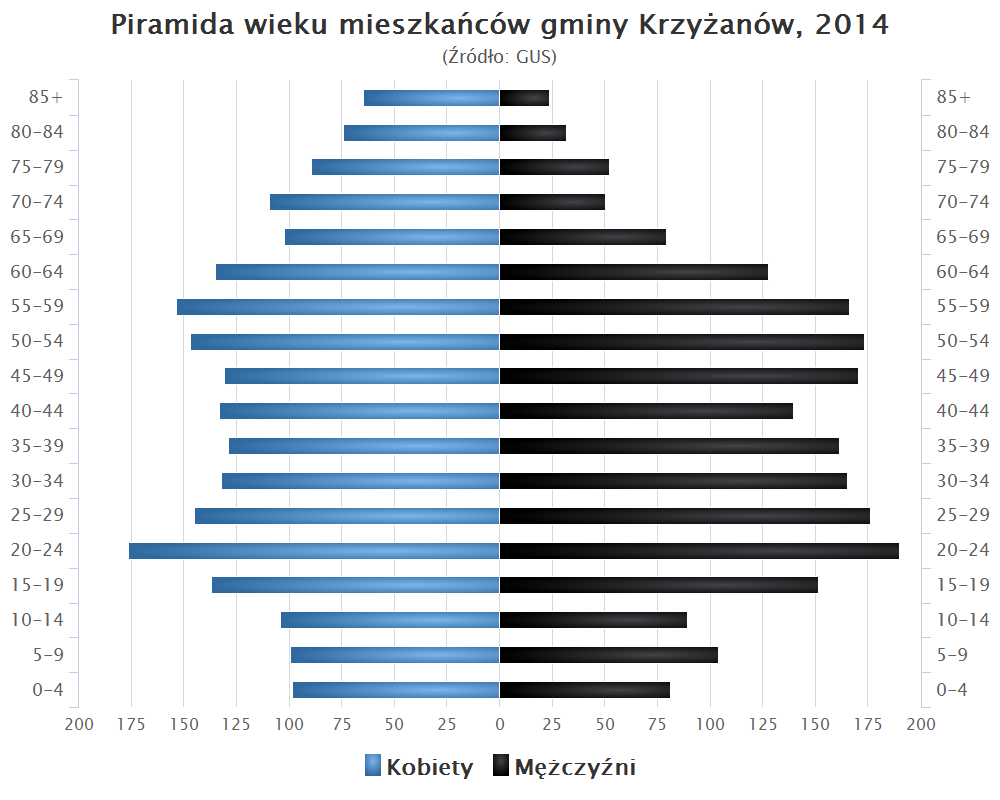
Piramida wieku mieszkańców gminy Krzyżanów w 2014 roku

Dane z 31 grudnia 2014:
| Opis                              | Ogółem | Ogółem | Kobiety | Kobiety | Mężczyźni | Mężczyźni |
| --------------------------------- | ------ | ------ | ------- | ------- | --------- | --------- |
| jednostka                         | osób   | %      | osób    | %       | osób      | %         |
| populacja                         | 4292   | 100    | 2158    | 50,3    | 2134      | 49,7      |
| gęstość zaludnienia (mieszk./km²) | 41,6   | 41,6   | 20,9    | 20,9    | 20,7      | 20,7      |

## Sołectwa
Goliszew, Julianów, Kaszewy Dworne, Kaszewy Tarnowskie, Kaszewy-Kolonia, Krzyżanów, Krzyżanówek, Kuchary, Ktery A, Ktery B, Łęki Kościelne, Malewo, Marcinów, Micin, Młogoszyn, Pawłowice, Psurze, Rustów, Różanowice, Rybie, Siemieniczki, Sokół, Stefanów, Siemienice, Wały B, Wierzyki, Władysławów, Wojciechowice Duże, Wyręby Siemienickie, Złotniki, Żakowice.

## Pozostałe miejscowości
Brony, Daninów, Kaszewy Kościelne, Kaszewy-Spójnia, Konary, Łęki Górne, Mieczysławów, Świniary, Uroczysko Leśne, Wały A, Wojciechowice Małe, Zawady, Zieleniew, Jagniatki

## Sąsiednie gminy
Bedlno, Góra Świętej Małgorzaty, Kutno (gmina wiejska), Kutno (miasto), Oporów, Piątek, Witonia